# Schöneicher Plan
Schöneicher Plan ist ein Wohnplatz der Stadt Zossen im Landkreis Teltow-Fläming
im Land Brandenburg.

## Geografische Lage
Der Wohnplatz liegt im nordnordöstlichen Teil der Gemarkung und grenzt im Norden an die Stadt Mittenwalde. Westlich liegt der Mittenwalder Ortsteil Telz, südlich der Zossener Ortsteil Schöneiche. Östlich liegt mit Gallun ein weiterer Ortsteil von Mittenwalde. Ein Großteil der Flächen wird landwirtschaftlich genutzt, die über den Muckergraben in den Galluner Kanal entwässert werden. Weitere Flächen dienen als Deponie.

## Geschichte

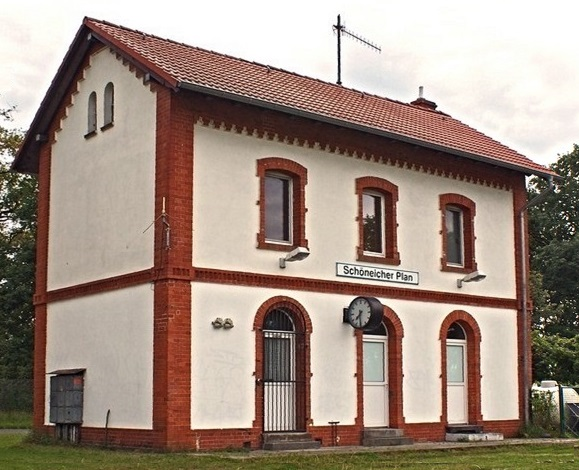
Ehemaliges Bahnhofsgebäude der NME

Ab 1825 wurde auf dem Gelände Ton abgebaut und zu Ziegeln gebrannt. Bis 1860 waren zehn Ziegeleien mit zwölf Brennöfen auf dem Schöneicher Plan entstanden. Deren Besitzer errichteten in unmittelbarer Nähe zahlreiche Villen. Die Flächen erschienen erstmals urkundlich im Jahr 1894 als Industriegebiet zwischen der Notte und dem Galluner Kanal. Dort lebten im Jahr 1890 insgesamt 193 Personen. Zum Transport der Ziegel erhielt Schöneicher Plan im Jahr 1903 einen Anschluss an die Bahnstrecke Berlin Hermannstraße–Zossen der Neukölln-Mittenwalder Eisenbahn (NME). Nach dem Ersten Weltkrieg wurde die Ziegelproduktion eingestellt und die Gruben liefen voll. Einige von ihnen wurden ausgepumpt und fortan als Deponie genutzt. Bis 1925 sank die Anzahl auf 60 Einwohner. Im Jahre 1932 besaß Schöneicher Plan die Wohnplätze Gemeinde Schöneiche und Gemeinde Telz, wurde 1964 selbst Ortsteil der Gemeinde Schöneiche.
Auf dem Gelände entstand zur Zeit der DDR die größte Deponie der Berliner Müllabfuhr (BSR), auf der Siedlungsabfälle und Bauabfälle verbracht wurden. Sie erhielt 1976 den Status einer geordneten Deponie, d. h. verfügte über eine erste Abdichtung. Auf Grund einer fehlenden Basisabdichtung wurde der Deponiebetrieb dennoch zum 31. Mai 2005 stillgelegt. Ein Jahr zuvor wurde ein Gasfassungssystem in Betrieb genommen, das seit dieser Zeit ein Blockheizkraftwerk antreibt, mit dem elektrische Energie und Wärme gewonnen wird.